# SJ Rc
De Rc is een elektrische locomotief bestemd voor het personenvervoer en het goederenvervoer van de Zweedse nationale spoorwegmaatschappij Statens Järnvägar (SJ).

## Geschiedenis
De locomotieven werden ontwikkeld en gebouwd door Nydqvist & Holm AB (NOHAB), Motala Verksta AB (MV), Hägglund & Söner (HS) Örnsköldsvik en Falun, en Vagn Maskinfabriken Falun (VM); de elektrische installatie werd geleverd door Allmänna Svenska Elektriska Aktiebolaget (ASEA).

### Rc 1
Na de bouw van een aantal proeflocomotieven als serie Rb werd in 1967 een nieuwe serie van 20 locomotieven als Rc voorgesteld. Deze locomotieven werden door Motala en Nohab gebouwd. De elektrische installatie werd door Allmänna Svenska Elektriska Aktiebolaget (ASEA) gebouwd. Het kleurenschema van de serie Rb-locomotieven werd ook bij deze locomotieven voortgezet.

### Rc 2
De 100 locomotieven van de serie Rc 2 werden tussen 1969 en 1975 gebouwd.
Green Cargo besloot in 2007 tot de modernisering van locomotieven van het type Rc 2. Voor de modernisering van 42 locomotieven werd Bombardier uit Västerås ingeschakeld. In het najaar van 2009 werd de eerste locomotief gepresenteerd. Deze locomotief kreeg de aanduiding Rd.

### Rd
Deze locomotieven van de serie Rc 2 kunnen in treinschakeling rijden met de door Bombardier gemoderniseerde locomotieven van de serie Rd en of de locomotieven van de serie Td (verbouwde locomotieven van de serie T 44) en of de Bombardier TRAXX locomotieven van de serie Re / 241 / BR 185.

### Rc 3
De 10 locomotieven van de serie Rc 3 werden tussen 1970 en 1971 gebouwd. In de jaren 1990 werden ze verbouwd en werd de snelheid van 135 km/h verhoogd tot 160 km/h.

### Rc 4
De 130 locomotieven van de serie Rc 4 werden tussen 1975 en 1982 gebouwd.
De Rc4-1166 werd tussen 1976 en 1977 uitgeleend aan Amtrak in de Verenigde Staten. Deze testritten hebben geleid tot de levering van een aantal locomotieven.
De Norges Statsbaner (NSB) testten ook een locomotief van het type Rc 4. Dit resulteerde in een order van 17 locomotieven als El. 16.
In 2005 werden enkele locomotieven verbouwd en werd onder meer de snelheid verhoogd van 135 km/h tot 160 km/h en het type veranderd in Rc 4-P.

### Rc 5
De 60 locomotieven van de serie Rc 5 werden tussen 1982 en 1986 gebouwd.
Deze locomotieven werden tussen 1992 en 1995 verbouwd. Hierbij werd onder meer de snelheid verhoogd van 135 km/h tot 160 km/h en het type veranderd in Rc 6.

### Rc 6
De 40 locomotieven van de serie Rc 6 werden tussen 1985 en 1988 gebouwd. De serie werden tussen 1992 en 1995 aangevuld met 60 locomotieven van de serie Rc 5.

### Rc 7
De locomotieven van de serie Rc 7 ontstond in 2001 door verbouwing van twee locomotieven van de serie Rc6, de 1421 – 1422. Hierbij werd onder meer de snelheid van 160 km/h verhoogd tot 180 km/h. Doordat uit deze snelheidsverhoging in de praktijk geen effect bleek, werden deze locomotieven in 2002 en 2004 als gekenmerkt Rc 6.

### Rm
- De Rm is een elektrische locomotief bestemd voor het goederenvervoer.

### Rz
- De Rz was een prototype elektrische locomotief.

## Constructie en techniek
De locomotief heeft een stalen frame. De locomotief staat op twee draaistellen met twee assen met op iedere as een motor.

### Nummers
De locomotieven werden door de Statens Järnvägar (SJ) als volgt genummerd:
| Lijst van de Rc / Rd                |             |                           |            |                                                                               |
| Nummer                              | Type        | Eigenaar                  | UIC nummer | Opmerkingen                                                                   |
| 1007 – 1026                         | Rc 1        | SJ                        |            |                                                                               |
| 1027 – 1056 1067 – 1136             | Rc 2        | SJ                        |            | 43 verbouwd tot Rd                                                            |
| 1027 … 1056 1067 … 1136             | Rd          | Green Cargo               |            | door Bombardier werk Västerås gemoderniseerd                                  |
| 1057 – 1066                         | Rc 3        | SJ                        |            | in de jaren 1990 verbouwd en snelheid verhoogd tot 160 km/h                   |
| 1137 – 1200 1251 – 1256 1263 – 1322 | Rc 4 Rc 4-P | SJ vanaf 2001 Green Cargo |            | een aantal locomotieven verbouwd tot Rc 4-P en snelheid verhoogd tot 160 km/h |
| 1323 – 1382                         | Rc 5        | SJ                        |            | verbouwd tot Rc 6 en snelheid verhoogd tot 160 km/h                           |
| 1383 – 1422                         | Rc 6        | SJ sinds 2001 SJ AB       |            | locomotieven 1421 – 1422 verbouwd tot Rc 7                                    |
| 1421 – 1422                         | Rc 7        | SJ                        |            | verbouwd en snelheid verhoogd tot 180 km/h, tegenwoordig als Rc 6 gekenmerkt  |

## Treindiensten
De locomotieven werden door de AB Statens Järnvägar (SJ AB) ingezet voor het personenvervoer van uit de diverse steunpunten:
- Stockholm Hagalund
- Göteborg Sävenäs

De locomotieven werden door de Green Cargo (GC) ingezet voor onder meer het goederenvervoer van uit de goederenstations en rangeertereinen door het land.
Een aantal locomotieven uit de serie Rc3 werden door Tågåkeriet i Bergslagen (TÅGAB) ingezet voor personenvervoer tussen Göteborg, Karlstad, Falun en Stockholm. De locomotieven werden ook ingezet voor goederenvervoer, onder meer het overbrengen van nieuwe materieel, zoals Stadler FLIRT-treinstellen voor de NSB.
Een aantal locomotieven uit de vierde reeks werden door Svensk Tågkraft ingezet voor werkzaamheden tijdens de winter.